# Gardenia urvillei
Gardenia urvillei là một loài thực vật có hoa trong họ Thiến thảo. Loài này được Montrouz. mô tả khoa học đầu tiên năm 1860.